# Kinh tế học môi trường
Kinh tế học môi trường là một chuyên ngành của kinh tế học ứng dụng đề cập đến những vấn đề môi trường (thường còn được sử dụng bởi các thuật ngữ khác). Khi sử dụng các phương pháp chuẩn tắc của kinh tế học tân cổ điển, nó được phân biệt với kinh tế xanh hay kinh tế sinh thái trong đó bao gồm cả các cách tiếp cận không chuẩn tắc cho những vấn đề môi trường, khoa học môi trường, nghiên cứu môi trường, hoặc sinh thái. Theo chương trình Kinh tế học Môi trường của Cơ quan Quốc gia về Nghiên cứu Kinh tế (NBER), Mỹ:
[...]Kinh tế học môi trường [...] thực hiện các nghiên cứu lý thuyết hoặc thực nghiệm về các ảnh hưởng kinh tế của các chính sách quốc gia hay địa phương trên toàn thế giới [...]. Những vấn đề cụ thể bao gồm chi phí và lợi ích của các chính sách môi trường mang tính thay thế cho nhau để giải quyết những vấn đề như ô nhiễm không khí, chất lượng nước, các chất độc hại, chất thải rắn, và nóng lên toàn cầu.
Lĩnh vực có liên quan (có thể là cách tiếp cận thay thế cho cùng lĩnh vực) là Kinh tế học sinh thái, mà được xem như là tiền đề rằng kinh tế học là một lĩnh vực con thật sự của sinh thái học.

## Các chủ đề và khái niệm
Trung tâm của kinh tế học môi trường là khái niệm ảnh hưởng ngoại lai. Điều này có nghĩa là một số ảnh hưởng của một hoạt động đã không được tính hết vào trong giá của nó. Ví dụ, ô nhiễm vượt quá mức "tối ưu" xã hội có thể xảy ra nếu giá mà người sản xuất đưa ra không trang trải đủ các chi phí gây ra cho người bị ảnh hưởng tiêu cực. Một ví dụ nổi tiếng về ảnh hưởng ngoại lai là Bi kịch của mảnh đất công của Garrett Hardin, xảy ra gắn liền với các hàng hóa công cộng. Du khách tham quan một khu vực giải trí miễn phí sẽ sử dụng tài nguyên nhiều hơn nếu họ phải trả tiền cho nó, dẫn đến sự xuống cấp môi trường. Tất nhiên điều này giả định rằng không có một công cụ chính sách nào (ví dụ như giấy phép, các quy định) được sử dụng để quản lý việc vào tham quan.
Trong thuật ngữ kinh tế, đó là những ví dụ về những thất bại thị trường, và đó là kết quả mà không hiệu quả dưới quan điểm kinh tế. Ở đây tính không hiệu quả được gây ra do bởi một hoạt động gây quá nhiều ô nhiễm được thực hiện, khi mà người gây ô nhiễm không quan tâm đến lợi ích của những người bị ảnh hưởng tiêu cực từ ô nhiễm. Điều này đã dẫn đến những nghiên cứu gây tranh cãi trong việc đo lường phúc lợi nhằm lượng hóa trong khi ô nhiễm bắt đầu thực sự ảnh hưởng đến sức khỏe con người và chất lượng cuộc sống nói chung.

## Các giải pháp
Các giải pháp nhằm giải quyết những ảnh hưởng ngoại lai đó bao gồm:

### Xác định đầy đủ hơn quyền tài sản
Định lý Coase cho rằng việc quy định quyền tài sản sẽ dẫn đến một giải pháp tối ưu, mà không cần biết là ai được quyền nhận chúng, nếu các chi phí giao dịch là không đáng kể và số lượng những bên tham gia thương lượng là hạn chế. Ví dụ, nếu những người sống gần một nhà máy có quyền sử dụng nước và không khí sạch, hoặc nếu nhà máy có quyền gây ô nhiễm, khi đó có thể là nhà máy có thể trả cho những người bị ảnh hưởng bởi ô nhiễm hoặc cũng có thể những người này có thể trả cho nhà máy để không gây ô nhiễm. Hoặc, chính những người dân có thể hành động khi họ muốn nếu những quyền về tài sản khác bị vi phạm.
Luật những người gác sông ở Mỹ của thập niên 1880 là một ví dụ ban đầu, cho phép những cư dân ở cuối sông quyền giới hạn ô nhiễm ở đầu sông nếu chính phủ không hành động (một ví dụ ban đầu về dân chủ vùng sinh thái. Nhiều thị trường về "quyền ô nhiễm" đã được tạo ra cuối thế kỷ 20. -- Xem Mua bán các khí thải.
Việc xác nhận rõ quyền tài sản là một giải pháp cho vấn đề gây tranh cãi trong lĩnh vực kinh tế học môi trường và luật môi trường và rộng hơn là chính sách; trong các hệ thống Anh_Mỹ và nhiều hệ thống luật pháp khác, một người có quyền thực hiện bất kỳ một hành động nào trừ phi luật pháp cấm tuyệt đối về điều đó. Vì vậy, quyền tài sản đã được quy định (nhà máy đang gây ô nhiễm có quyền gây ô nhiễm).

### Đánh thuế ô nhiễm
Gia tăng các chi phí ô nhiễm sẽ ngăn cản việc gây ô nhiễm, và sẽ cung cấp "động cơ năng động", mà tiếp tục hoạt động thậm chí khi các mức ô nhiễm đã giảm. Thuế ô nhiễm nhằm giảm ô nhiễm đến mức "tối ưu" xã hội có thể thiết lập một mức mà ô nhiễm chỉ có thể xảy ra nếu lợi ích cho xã hội (như, dưới dạng sản xuất nhiều hơn) vượt quá chi phí. Một số ủng hộ một sự thay đổi chủ yếu từ việc đánh thuế vào thu nhập và doanh số sang đánh thuế vào ô nhiễm - cái gọi là "sự thay đổi thuế xanh".

### Hạn ngạch về ô nhiễm
Biện pháp giảm ô nhiễm bằng cách áp dụng các giấy phép thải có thể chuyển nhượng nhận được nhiều sự ủng hộ. Người ta cho rằng nếu những giấy phép này được mua bán tự do thì có thể giảm thiểu ô nhiễm ít ra là về mặt chi phí. Theo lý thuyết, nếu việc chuyển nhượng hạn ngạch được cho phép, khi đó một hãng có thể giảm lượng ô nhiễm của mình nếu làm như thế là rẽ hơn việc trả tiền để thuê người khác làm. Trong thực tế, cách tiếp cận giấy phép có thể chuyển nhượng đã đạt được một số thành công, ví dụ chương trình mua bán dioxide lưu huỳnh của Mỹ, sự quan tâm trong việc áp dụng nó đã lang tỏa sang một số vấn đề môi trường khác.

### Các quy định về môi trường
Tác động kinh tế ở đây đã được ước lượng bởi những người ra quy định. Thường điều này được thực hiện bởi phân tích chi phí - lợi ích. Có một sự gia tăng về việc thực hiện các quy định (còn được biết đến như là các công cụ "mệnh lệnh và quản lý") là không khác biệt nhiều với các công cụ kinh tế như thường được công nhận bởi những người đề xuất thuộc kinh tế môi trường. Ví dụ 1, các quy định được tuân thủ bởi tiền phạt, mà hoạt động dưới dạng thuế nếu ô nhiễm vượt quá ngưỡng quy định. Ví dụ 2, ô nhiễm phải được giám sát và tuân thủ, cho dù là dưới chế độ thuế ô nhiễm hoặc chế độ quy định. Sự khác biệt chủ yếu mà một nhà kinh tế môi trường có thể tranh luận tồn tại giữa hai phương pháp, tuy nhiên, là tổng chi phí của quy định. Quy định về "mệnh lệnh và quản lý" thường áp dụng các giấy phép thải đồng nhất đối với người gây ô nhiễm, mặc dù mỗi hãng có chi phí khác nhau trong việc giảm thải. Một số hàng, trong hệ thống này, có thể giảm thải không tốn kém lắm, trong khi đó những hãng khác lại giảm thải với chi phí cao. Chính vì điều này, tổng chi phí giảm thải có một số nỗ lực tốn kém và không tốn kém để giảm thải. Các quy định về kinh tế môi trường tìm kiếm trước hết là các nỗ lực giảm thải rẽ nhất, rồi mới đến các phương pháp tốn kém hơn. Ví dụ, như đã nói trước đây, mua bán, trong hệ thống quota, có nghĩa là hãng chỉ giảm thải nếu làm việc đó là ít tốn kém hơn so với việc thuê người khác làm việc đó. Điều này làm giảm chi phí cho nỗ lực giảm thải toàn bộ.

## Các cách tiếp cận thay thế đối với kinh tế học môi trường
Tất cả những gì đề cập ở trên được tán thành bởi lý thuyết cụ thể về vốn thiên nhiên (Hawken, Lovins, Lovins). Cuốn sách đi xa hơn bằng cách hình dung về một thế giới mà ở đó các dịch vụ thiên nhiên được đề cập ngang hàng với vốn vật chất.
Một bối cảnh khác mà ở đó các ngoại ứng được áp dụng khi toàn cầu hóa cho phép một người chơi trên thị trường - mà người này không quan tâm đến đa dạng sinh học đưa ra giá rẻ hơn một người khác - mà người này tạo nên "cuộc chạy đua" trong các quy định và bảo tồn. Đến lược điều này có thể gây nên những mất mát về vốn thiên nhiên với hậu quả là vấn đề rửa trôi, các vấn đề về nước tinh khiết, dịch bệnh, sa mạt hóa, và những hậu quả khác mà theo quan điểm kinh tế là không hiệu quả. Sự quan tâm này liên quan đến một lĩnh vực con về phát triển bền vững và những mối quan hệ chính trị của nó, phong trào chống toàn cầu hóa.
Kinh tế học môi trường đã từng được phân biệt với kinh tế học tài nguyên nhưng bây giờ rất khó để mà phân biệt như là một lĩnh vực tách biệt khi mà cả hai đã trở nên gắn liền với sự bền vững và căn bản hơn các nhà kinh tế xanh tách ra để làm việc cho một lĩnh vực thay thế kinh tế chính trị.
Kinh tế học môi trường là một tác nhân chính đối với các lý thuyết về chủ nghĩa tưu bản thiên nhiên và tài chính môi trường, mà có thể nói rằng là cả hai nhánh con của kinh tế học môi trường quan tâm đến lần lượt là bảo tồn tài nguyên trong sản xuất, và giá trị đa dạng sinh học đối với nhân loại.
Căn bản hơn các nhà kinh tế học xanh bát bỏ kinh tế học tân cổ điển để ủng hộ kinh tế chính trị mới vượt qua chủ nghĩa tư bản hay chủ nghĩa cộng sản mà nhấn mạnh đến sự tương tác qua lại giữa kinh tế con người và môi trường tự nhiên, thừa nhận rằng "kinh tế là ba phần năm của sinh thái học" - Mike Nickerson.
Những cách tiếp cận căn bản hơn này có thể ám chỉ những thay đổi đối với cung tiền và cũng có thể là sự dân chủ vùng sinh học do đó "những giới hạn về môi trường" chính trị, kinh tế, và sinh thái được sắp thành một hàng, và không phải chịu sự buôn chứng khoán thường có thể dưới chủ nghĩa tư bản.
Theo đó, vẫn còn có nhu cầu cho lĩnh vực kinh tế học môi trường bảo tồn hơn, và các lĩnh vực con của nó tài chính môi trường, vốn thiên nhiên, đo lường phúc lợi và phát triển bền vững.

## Sách tham khảo
- Allen V. Kneese and Clifford S. Russell (1987). "environmental economics," The New Palgrave: A Dictionary of Economics, v. 2, pp. 159–64.
- Robert N. Stavins (2008). "environmental economics," The New Palgrave Dictionary of Economics, 2nd Edition. Abstract & article.
- Maureen L. Cropper and Wallace E. Oates (1992). "Environmental Economics: A Survey," Journal of Economic Literature, 30(2), pp. 675-740(press +).
- Pearce, David (2002). "An Intellectual History of Environmental Economics". Annual Review of Energy and the Environment. Quyển 27. tr. 57–81. doi:10.1146/annurev.energy.27.122001.083429.
- Tausch, Arno, ‘Smart Development’. An Essay on a New Political Economy of the Environment (March 22, 2016). Available at SSRN: https://ssrn.com/abstract=2752988 or https://dx.doi.org/10.2139/ssrn.2752988
- UNEP (2007). Guidelines for Conducting Economic Valuation of Coastal Ecosystem Goods and Services, UNEP/GEF/SCS Technical Publication No. 8. Lưu trữ ngày 14 tháng 7 năm 2009 tại Wayback Machine
- UNEP (2007). Procedure for Determination of National and Regional Economic Values for Ecotone Goods and Services, and Total Economic Values of Coastal Habitats in the context of the UNEP/GEF Project Entitled: “Reversing Environmental Degradation Trends in the South China Sea and Gulf of Thailand”, South China Sea Knowledge Document No. 3. UNEP/GEF/SCS/Inf.3[liên kết hỏng]
- Perman, Roger; và đồng nghiệp (2003). Natural Resource and Environment Economics (PDF) (ấn bản thứ 3). Pearson. ISBN 978-0273655596. Bản gốc (PDF) lưu trữ ngày 18 tháng 6 năm 2018. Truy cập ngày 2 tháng 11 năm 2022.
- Field, Barry (2017). Environmental economics : an introduction. New York, NY: McGraw-Hill. ISBN 978-0-07-802189-3. OCLC 931860817.